# 比桑达布祖尔格
比桑达布祖尔格（Bisanda Buzurg），是印度北方邦Banda县的一个城镇。总人口10568（2001年）。

## 人口
该地2001年总人口10568人，其中男性5772人，女性4796人；0—6岁人口1868人，其中男985人，女883人；识字率48.79%，其中男性为58.28%，女性为37.36%。